# Bellcomm
Bellcomm, Inc. — ныне не существующая американская компания.

## История
Bellcomm, Inc. была дочерней компанией AT&T, созданной в 1963 году для Национального управления по воздухоплаванию и исследованию космического пространства (NASA). Первоначально Bellcomm была устроена для обеспечения Отдела NASA по пилотируемым космическим полётам консультациями по вопросам управления и технического оснащения для Программы пилотируемых космических полётов.
Поскольку сотрудничество NASA и Bellcomm развивалось, последняя стала ответственной непосредственно за разработку и анализ систем и их внедрения в космические корабли программы «Аполлон». Техническая библиотека Bellcomm предоставляла личному составу компании непосредственный доступ к техническим отчётам и исследованиям по широкому спектру тем, затрагивающих американскую космонавтику. В 1972 году, когда программа «Аполлон» была свёрнута, компания тоже прекратила свою деятельность, а её библиотека была передана Национальному музею авиации и космонавтики (NASM).